# USS Purdy (DD-734)
O USS Purdy (DD-734) foi um contratorpedeiro norte-americano que serviu durante a Segunda Guerra Mundial.

## Comandantes
| Comandante                     | Data                                            |
| ------------------------------ | ----------------------------------------------- |
| CDR. Frank Lesher Johnson      | 18 de julho de 1944 - 24 de julho de 1945       |
| CDR Wilson Gortley Reifenrath  | 24 de julho de 1945 - 1 de novembro de 1947     |
| CDR Arthur J. Barrett Jr.      | 1 de novembro de 1947 - 21 de novembro de 1949  |
| CDR James Henry Ashley Jr.     | 21 de novembro de 1949 - 30 de setembro de 1951 |
| CDR James Pagaud Coleman       | 30 de setembro de 1951 - 15 de junho de 1953    |
| CDR James Frederick Phelan     | 15 de junho de 1953 - 25 de março de 1955       |
| CDR William E. Simmons         | 25 de março de 1955 - 17 de junho de 1957       |
| CDR Antoine W. Venne Jr.       | 17 de junho de 1957 - 23 de maio de 1959        |
| LCDR Horace Clinton Holley Sr. | 23 de maio de 1959 - 3 de março de 1961         |
| CDR Albert August Steinbeck    | 3 de março de 1961 - 12 de dezembro de 1962     |
| CDR David Dyer Ansel           | 12 de dezembro de 1962 - 25 de julho de 1964    |
| CDR Jack Conway Crandall       | 25 de julho de 1964 - 30 de março de 1966       |
| CDR Edmund D. Rogers Jr.       | 30 de março de 1966 - 16 de abril de 1968       |
| CDR Robert A. Wheeler          | 16 de abril de 1968 - 10 de outubro de 1969     |
| CDR Robert Francis Campion Jr. | 10 de outubro de 1969 - 12 de agosto de 1971    |
| CDR John E. Waslowski          | 12 de agosto de 1971 - 2 de julho de 1973       |